# Zalesie Wielkopolskie
Zalesie Wielkopolskie – kolejowy przystanek osobowy we wsi Zalesie, w gminie Borek Wielkopolski, w powiecie gostyńskim, w woj. wielkopolskim, w Polsce. Został ukończony w dniu 1 października 1888 roku razem z linią z Jarocina do Kąkolewa. W grudniu 2011 roku na tym odcinku został zawieszony ruch pasażerski.